# مدیریت اطلاعات سازمانی
مدیریت اطلاعات سازمانی زمینه مورد توجهی در فناوری اطلاعات است. کار این مدیریت، یافتن راهکاری برای بهینه‌سازی استفاده از اطلاعات در یک سازمان است. پشتیبانی از فرایندهای تصمیم‌گیری یا عملیات روزانه که به دسترسی به دانش نیاز دارد از نمونه وظایف مدیر اطلاعات سازمانی هستند. مدیریت اطلاعات سازمانی تلاش می‌کند تا بر موانع معمول در مسائل فناوری اطلاعات غلبه کند تا مدیریت اطلاعات را به سطح سازمانی برساند.
مدیریت اطلاعات سازمانی از آمیختن مدیریت محتوای سازمانی، مدیریت فرایندهای تجاری، مدیریت تجربه مشتری، و اطلاعات کسب‌وکار بهره می‌گیرد. درحالیکه مدیریت محتوای سازمانی و اطلاعات کسب‌وکار به ترتیب بر مدیریت غیر ساختاری و ساختاری اطلاعات، تمرکز می‌کنند مدیریت اطلاعات سازمانی، این دو زمینه را از یکدیگر جدا نمی‌کند و به مدیریت اطاعات از دید همه سازمان نگاه می‌کند.
در عصر تحول دیجیتال، مدیریت اطلاعات سازمانی با بهره‌گیری از فناوری‌های نوینی مانند هوش مصنوعی، یادگیری ماشین، کلان‌ داده و رایانش ابری، امکان تحلیل پیشرفته داده‌ها، افزایش امنیت اطلاعات و خودکارسازی فرآیندهای سازمانی را فراهم می‌کند. این موضوع نقش مهمی در بهبود بهره‌ وری، ارتقای نوآوری و تقویت رقابت‌پذیری سازمانها دارد.